# Ferizaj (regio)
Ferizaj (Albanees: Regjioni i Ferizajit ; Servisch: Region Uroševac) is een van de zeven statistische regio's waarin Kosovo verdeeld is. De regio heeft een geschatte bevolking van 255.600 inwoners (gegevens van 2008).

## Gemeenten
De regio Ferizaj bestaat uit de volgende gemeenten:
- Ferizaj
- Shtime
- Kaçanik
- Shtërpcë

Mitrovicë/ Mitrovica · Prishtinë/Priština · Gjilan/Gnjilane · Pejë/Peć · Gjakovë/Đakovica · Prizren/Prizren · Ferizaj/Uroševac